# Microrégion de Joinville
La microrégion de Joinville est l'une des trois microrégions qui subdivisent la région Nord de l'État de Santa Catarina au Brésil.
Elle comporte onze municipalités qui regroupaient 842 821 habitants après le recensement de 2010 pour une superficie totale de 4 617 km².

## Municipalités
- Araquari
- Balneário Barra do Sul
- Corupá
- Garuva
- Guaramirim
- Itapoá
- Jaraguá do Sul
- Joinville
- Massaranduba
- São Francisco do Sul
- Schroeder